# Betfage

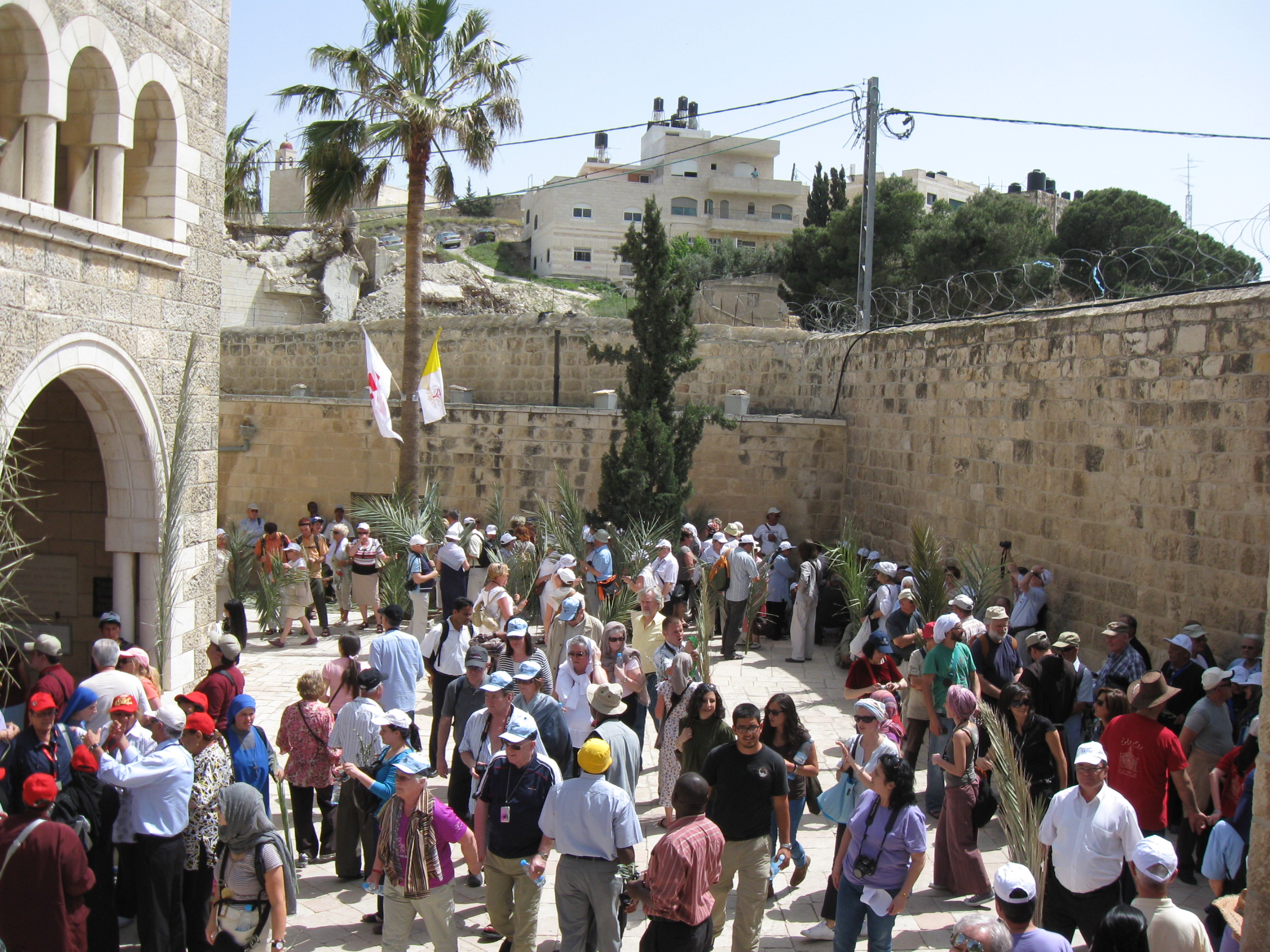
Palmsöndagen 2011 utanför Betfagekyrkan.

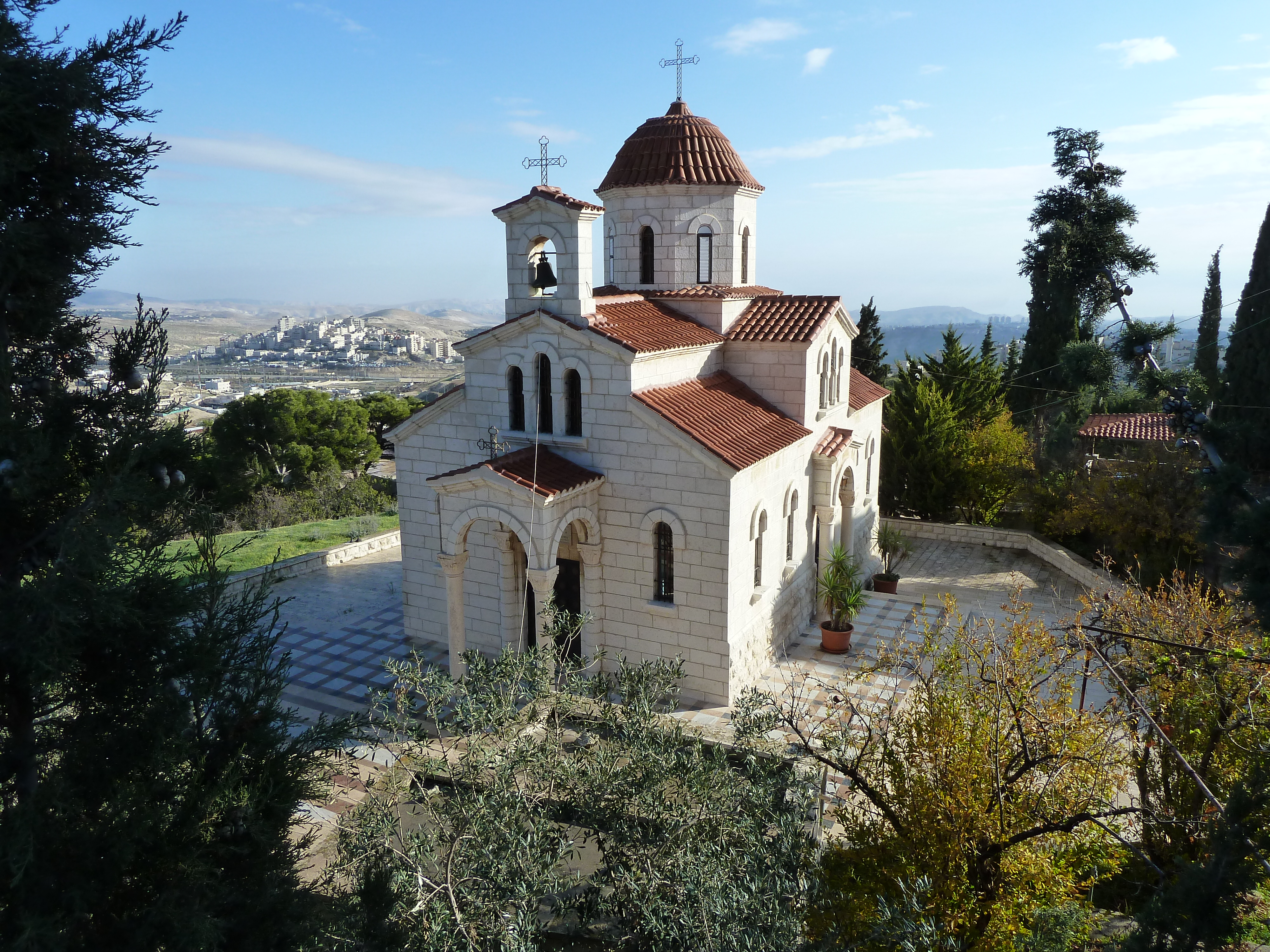
Betfages grekisk-ortodoxa kyrka.

Betfage, arameiska: בית פגי, ungefär "fikonkarthuset", är en by omnämnd i Bibelns Nya Testamentet. Det var dit Jesus sände lärjungarna för att hämta den åsna han under påskhögtiden red in i Jerusalem på. Betfage låg vid Olivberget, nära en annan nytestamentlig stad Betania. Berättelsen finns i Matteus, Markus och Lukasevangelierna.
Franciskanerorden driver en kyrka på vad de menar är platsen för Betfage som byggdes 1883. Inuti finns en stor huggen sten som enligt kristen tradition användes av Jesus för att sitta upp på åsnan. Stenen dekorerades av korsriddare på 1100-talet som hade ett kapell på platsen. Härifrån utgår en årlig procession på palmsöndagen till Gamla Jerusalem.
I närheten, 300 meter upp på berget, finns en grekisk-ortodox kyrka.
Betfage har också kopplats ihop med platsen där Jesus förbannar fikonträdet som omnämns i Markus- och Matteusevangelierna.